# سهره طلایی لورنس
سهره طلایی لورنس (نام علمی: Spinus lawrencei) یک پرنده آوازخوان کوچک با پراکندگی نامنظم است که در کالیفرنیا و باخا کالیفرنیا تولیدمثل می‌کند و زمستان را در جنوب غربی ایالات متحده و شمال مکزیک می‌گذراند.